# Can Galvany (Barcelona)
Can Galvany és un edifici del barri de Sant Gervasi-Galvany catalogat com a bé amb elements d'interès (categoria C). Actualment hi ha l'escola Augusta.

## Història

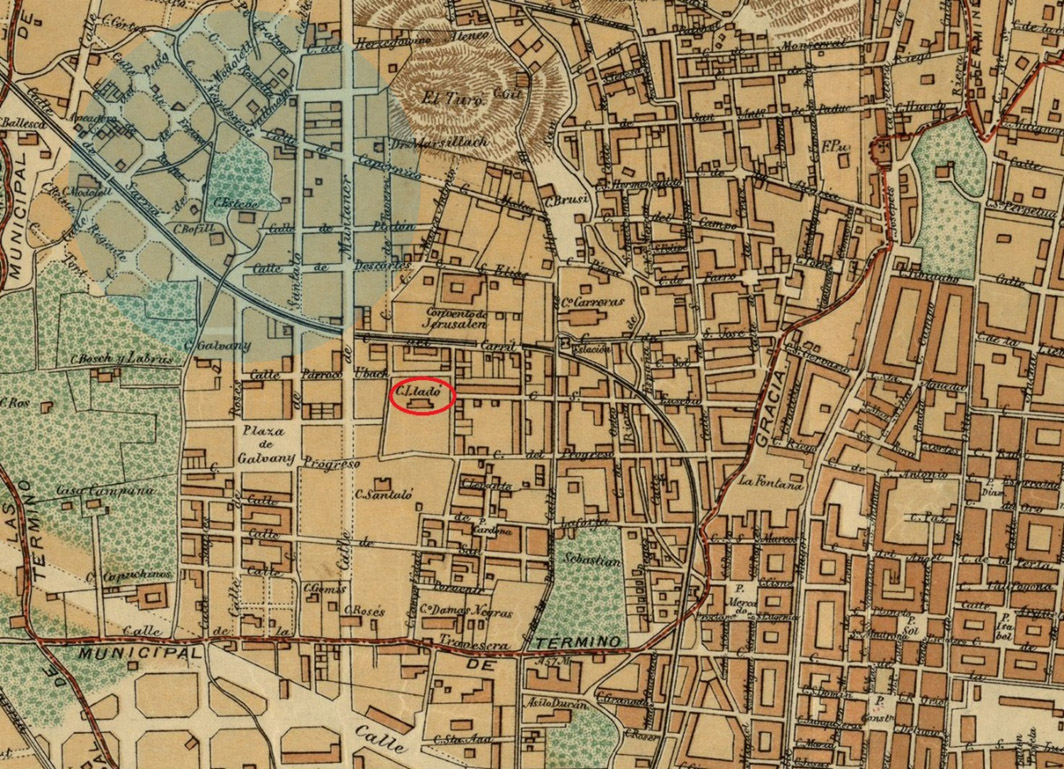
Plànol del 1890

Els seus orígens com a masia es remunten al segle xvii. El 1770, el pagès Pau Galvany (o Galbany) i Bosch va iniciar un litigi contra el ciutadà honrat Llorenç Massanés i Giralt i altres per l'herència del seu besavi Pere, que incloïa la finca de Can Galvany, i després de la seva mort fou continuat per la seva filla Rosa (†1837), a favor de la qual es resolgué el 1792. Aquesta estava casada amb Gabriel Castelló, de Sarrià, i l'hereu fou Jeroni Castelló i Galvany (†1855), que va tenir litigis amb la comtessa de Vallcabra Pilar d'Altarriba i d'Azcon, propietària de L'Estela, i els cònjuges Josepa Serra i Pere Gil i Babot, propietaris del turó de Monterols.
A partir del 1866, el seu fill Josep Castelló-Galvany i Quadras (1829-1880) en va parcel·lar una gran extensió de terrenys, donant lloc al barri del Camp d'en Galvany (actualment Sant Gervasi-Galvany). A la seva mort, la parcel·lació de terrenys fou continuada per la vídua Teresa Elias i el primogènit Joaquim Castelló i Elias, que el 1892 va promoure l'obertura del carrer de Numància (actualment Reina Victòria) al costat de la casa.
Durant la Guerra Civil, fou ocupada i convertida en orfenat, i a la dècada de 1940 s'hi va instal·lar el col·legi Nelly, que havia perdut els seus terrenys a l'avinguda de Pearson arran del conflicte bèl·lic. A la dècada de 1990, els mestres s'organitzaren en cooperativa i crearen l'actual escola.

## Descripció
De planta rectangular, consta de planta baixa, un pis i golfes. A la planta baixa de la façana principal hi ha adossada una tribuna que dona peu a una terrassa amb barana de ferro, a la què s'hi accedeix per un finestral del primer pis. Hi ha quatre balcons més i sis pilastres coronades amb capitells. El terrat és protegit per una balustrada amb gerros florals, del que sobresurt una torre mirador. Actualment envolten la mansió una pista esportiva a la part del davant i una petita pineda al darrere.